# Cincloramphus
Cincloramphus és un gènere d'ocells de la família dels locustèl·lids (Locustellidae).

## Taxonomia
Segons la Classificació del Congrés Ornitològic Internacional (versió 13.2, juliol 2023) aquest gènere conté 12 espècies:
- Cincloramphus cruralis - camperol bru.
- Cincloramphus rubiginosus - camperol rovellat.
- Cincloramphus grosvenori - camperol de Nova Bretanya.
- Cincloramphus bivittatus - camperol de Timor.
- Cincloramphus mathewsi - camperol de Mathews.
- Cincloramphus macrurus - camperol de Nova Guinea.
- Cincloramphus timoriensis - camperol lleonat.
- Cincloramphus turipavae - camperol de Guadalcanal
- Cincloramphus whitneyi - camperol d'Espíritu Santo.
- Cincloramphus mariae - camperol de Nova Caledònia.
- Cincloramphus rufus - camperol de les Fiji.
- Cincloramphus llaneae - camperol de l'illa de Bougainville.

Tanmateix, altres obres com el Handook of the Birds of the World i la quarta versió de la BirdLife International Checklist of the birds of the world (Desembre 2019), compten que el gènere Cincloramphus conté 4 espècies, doncs consideren les següents divergències taxonòmiques:
- no hi compten 7 espècies que a l'HBO es classifiquen dins del gènere Megalurulus (no reconegut per l'ICO). Aquestes espècies són: C. rubiginosus, C. grosvenori, C. turipavae, C. whitneyi, C. mariae, C. rufus i C. llaneae.
- no hi compten camperol de Timor (C. bivittatus) que a l'HBO es classifica dins del gènere monotípic Buettikoferella (no reconegut per l'ICO): B. bivittata